# تاکاهیسا کیتاهارا
تاکاهیسا کیتاهارا (انگلیسی: Takahisa Kitahara؛ زادهٔ ۱۸ اکتبر ۱۹۹۰) بازیکن فوتبال اهل ژاپن است.